# Fugazi (band)
Fugazi is een invloedrijke post-hardcoreband, die in 1986 werd opgericht door drummer Brendan Canty, basgitarist Joe Lally, gitarist en zanger Guy Picciotto en zanger en gitarist Ian MacKaye. 

## Biografie
Fugazi vermengt indierock met noiserock en punkrock.
Alle albums van Fugazi zijn uitgebracht door Dischord Records, het platenlabel van MacKaye en Jeff Nelson, die beiden deel uitmaakten van Minor Threat. Fugazi heeft sinds 2003 niet meer live gespeeld, maar nooit aangekondigd definitief uit elkaar te zijn. Ian MacKaye is sinds 2001 actief in The Evens.
Drummer Brendan Canty en bassist Joe Lally vormden in 2017 samen met jazzgitarist Anthony Pirog het instrumentale trio The Messthetics. Hun titelloze debuutalbum verscheen in maart 2019. The Messthetics traden o.a. op bij het Haagse festival Grauzone.

## Leden
Huidige leden
- Ian MacKaye - zang, gitaar (1986–2003)
- Joe Lally -  basgitaar (1986–2003), zang (1995–2003)
- Guy Picciotto - zang (1988–2003), gitaar (1989–2003)
- Brendan Canty – drums (1987–2003)

Voormalige leden
- Colin Sears - drums (1986)

## Discografie

### Albums
- Repeater (1990)
- Steady Diet Of Nothing (1991)
- In On The Kill Taker (1993)
- Red Medicine (1995)
- End Hits (1998)
- Instrument Soundtrack (1999)
- The Argument (2001)
- First Demo (2014)

### Ep's
- Fugazi S/T (1988)
- Margin Walker (1988)
- 3 Songs (ep, 1990)
- Furniture (ep, 2001)

### Compilaties
- 13 Songs (1989)

### Andere uitgaven
- Stage Dive Masters - Live in Germany (Bootleg, 1990)